# 奇術師フーディーニ 〜妖しき幻想〜
『奇術師フーディーニ 〜妖しき幻想〜』（原題: Death Defying Acts）は、2008年公開のイギリス/オーストラリア映画。日本劇場未公開。奇術師ハリー・フーディーニを描いた作品。
2007年のトロント国際映画祭で上映。

## ストーリー
インチキ降霊術師のメアリーと、その娘のベンジーは、二人でイカサマの降霊術を行って細々と暮らしていた。そんな二人の住む町に、有名な奇術師であるハリー・フーディーニが訪れる。なんと彼は、亡き母親の「最期の言葉」を言い当てた降霊術師に、多額の賞金を出すと宣言する。今の苦しい生活から抜け出す絶好のチャンスだと思ったメアリーは、降霊術を成功させるため彼に近づくのだが、彼と親しくなるうちに次第に惹かれていってしまう。

## キャスト
役名： 俳優（ソフト版吹き替え）
- ハリー・フーディーニ： ガイ・ピアース（吹替：藤原啓治）
- メアリー・マクガーヴィー： キャサリン・ゼタ＝ジョーンズ（吹替：深見梨加）
- シュガーマン： ティモシー・スポール（吹替：浦山迅）
- ベンジー・マクガーヴィー： シアーシャ・ローナン（吹替：宮本侑芽）
- ロバートソン氏： ラルフ・ライアック